# Prison de Celle
Justizvollzugsanstalt Celle
La prison de Celle (en allemand : Justizvollzugsanstalt Celle ou JVA Celle), une prison allemande située dans la localité de Celle, dans l'arrondissement du même nom et dans le Land de Basse-Saxe. L'établissement est la prison pour hommes le plus sécurisé de Basse-Saxe, possédant le statut de quartier de haute sécurité. 

## Organisation géographique et administrative
La JVA Celle accueille tous les détenus adultes de sexe masculin de Basse-Saxe, condamnés à une peine de perpétuité ou de détention de 15 années ou davantage, ainsi que les condamnés à une peine de sûreté. En outre, la Basse-Saxe a passé une convention de mise à disposition avec le Land de Brême. Depuis l'entrée en vigueur du Schéma Directeur des compétences judiciaires du Land de Basse-Saxe du 31 juillet 2007, les condamnés à une peine inférieure à 15 ans sont redirigés vers d'autres prisons : celles de Rosdorf (près Göttingen), la plus récente, d'Oldenbourg et de Sehnde. Le Schéma Directeur des Prisons de Basse-Saxe en vigueur est celui du 1er janvier 2010.
D'un point de vue administratif, le prison de Celle dépendait du centre pénitentiaire des Salines, où les prisonniers condamnés à de courtes détentions accomplissaient leur peine au régime de la prison ouverte. Depuis 2014, les Salines sont fermées.
Depuis le début de l'année 2013, la prison Celle n'est plus le lieu de détention des condamnés à des peines de sûreté en Basse-Saxe : ce rôle a été dévolu à la prison de Rosdorf, où un bâtiment particulier a été édifié pour cela.

## Capacité
Le JVA Celle dispose de plus de 460 places (bâtiment principal : 236 places ; Les Salines : 224 places Au 1er février 2010.). 320 employés assurent la surveillance, le ménage et l'animation de la prison, distinguée, parmi tous les JVA de Basse-Saxe, pour la qualité des relations avec les détenus.

## Histoire

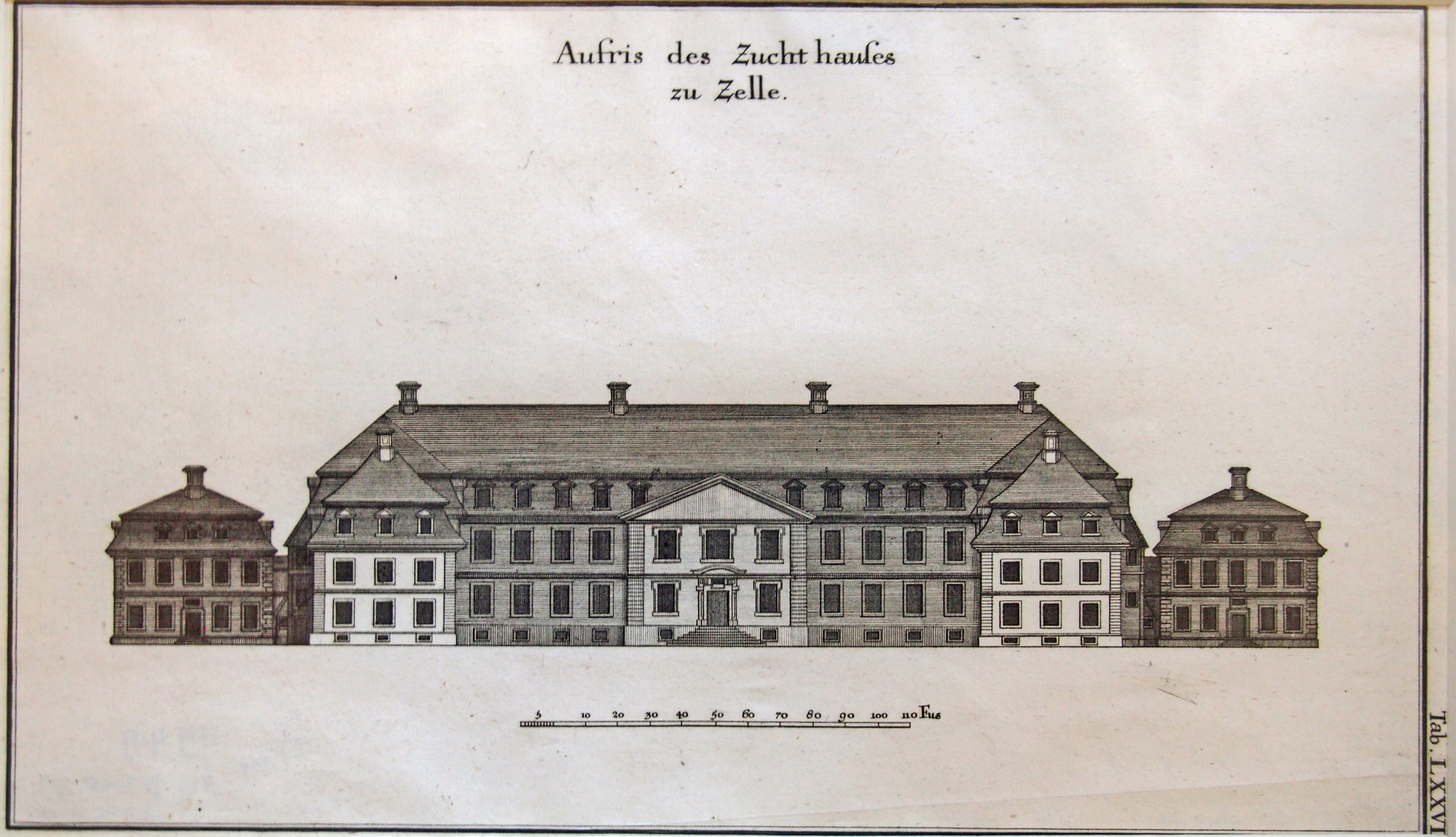
Le pénitencier de Celle (1748)

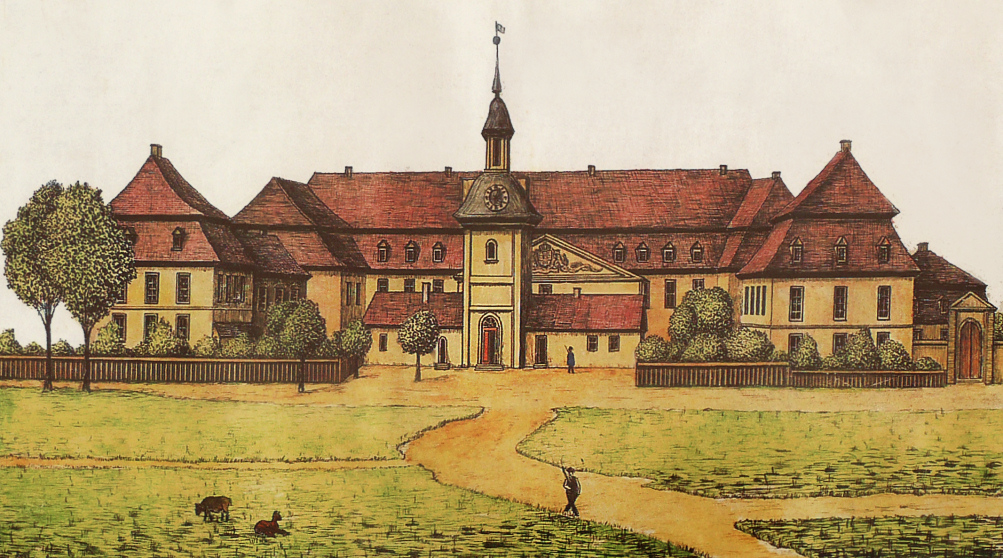
Le pénitencier de Celle vers 1800

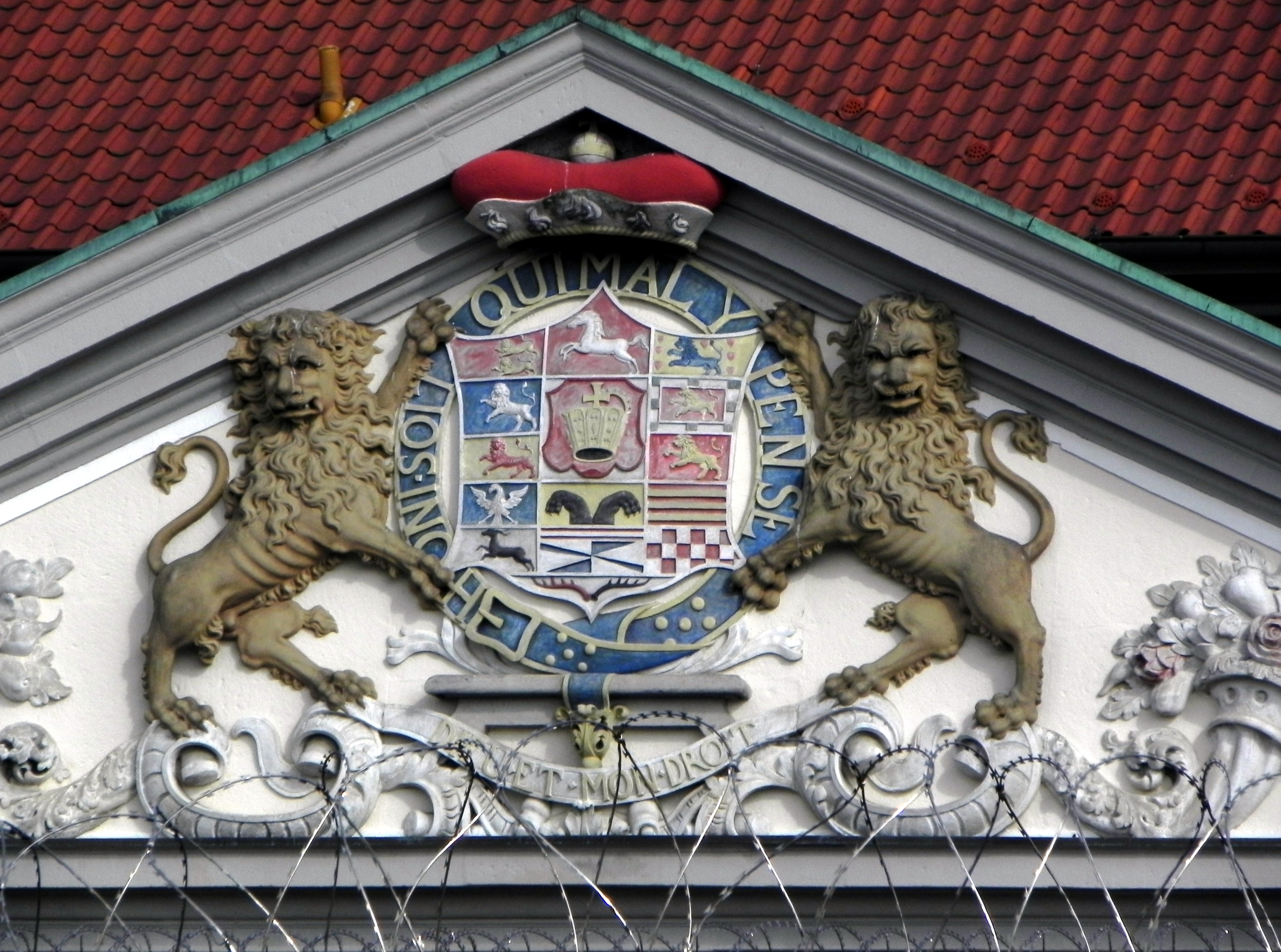
Cour intérieure : armoiries des princes de Brunswick-Lunebourg.

La « maison de correction » de  Celle, comme on l'appelle familièrement, est considérée comme la plus vieille prison d'Allemagne encore en activité. Là, plus de trois siècles durant, se sont déclinées dans l'application et l'architecture tous les modes de châtiment judiciaire. Elles vont de l'Hôpital général du début du XVIIIe siècle jusqu'aux manifestes contre les QHS de la fin du XXe siècle. Ces évolutions se reflètent dans les changements de nom successifs (à peu près dix) de l'établissement.
La prison a été construite entre 1710 et 1724 pour servir de « Maison de correction, de peine, et d'asile » (Werck-, Zucht- und Tollhaus). Johann Caspar Borchmann, architecte en chef du duc Georges-Guillaume, l'a conçue dans le style classique. À l'poque, cette institution se trouvait encore dans les faubourgs ouest de Celle. Elle visait à ne pas abandonner les déviants à leur destin, mais à les éduquer et les remettre sur le droit chemin ; toutefois cette ambition n'est guère traduite par l’inscription latine surplombant l'entrée : Puniendis facinorosis custodiendia furiosis et mente captis publico sumptu dicata domus (« Maison de punition des criminels et de réclusion des enragés et des esprits malades »). Le principe d'un centre de rééducation avait déjà été mise en pratique aux Provinces-Unies (Rasphuis d’Amsterdam). Mais les détenus, enfermés pour des raisons très diverses, étaient gardés dans des cellules communes.
Dans la cour intérieure du complexe carcéral, on peut encore voir les armoiries du Brunswick-Lunebourg avec la devise de l’Ordre de la Jarretière « Honi soit qui mal y pense », et celle de la Couronne d'Angleterre « Dieu et mon droit » car à l'époque de sa construction (1710), le monarque en titre n'était autre que Georges-Louis Ier, chevalier de la Jarretière et futur roi de Grande-Bretagne. En 1833, tous les aliénés furent transférés à l’asile de Hildesheim, tandis que le juge Georg Friedrich König d’Osterode y était interné pour libre-pensée. À la fin du XIXe siècle s'est dotée de cellules d'isolement, structures préservées jusqu'aujourd'hui. À la fin de la République de Weimar, son directeur Fritz Kleist en fit une prison modèle (Reformgefängnis) prussienne : il y avait entre autres institué la pratique de la gymnastique, fait aménager un auditorium et une bibliothèque pour les prisonniers, et même un musée. C'est pourquoi les habitants de Celle appelèrent plaisamment leur prison le « Café Kleist. »
À partir de 1934, on y enferma, comme au temps du Royaume de Hanovre et de l'Empire allemand, plusieurs prisonniers politiques dont le président du KPD de Celle et membre du réseau de résistants ouvriers d’Hanomag, Otto Elsner. L'un des directeurs nazis de la prison fut Otto Marloh. À la fin de la Deuxième Guerre mondiale, c'est-à-dire de janvier 1945 à l'arrivée des Britanniques le 15 avril, 228 prisonniers périrent en raison des conditions sanitaires désastreuses. On n'enterra pas les morts : un charnier fut creusé à même le terrain de la prison. Après la Deuxième Guerre mondiale, l'établissement changea plusieurs fois de nom : d'abord Strafanstalt, puis Strafgefängnis, et enfin en 1972 Justizvollzugsanstalt. C'est à cette époque que l'on enserra le complexe carcéral d'une enceinte en béton armé et d'un système de haute surveillance pour les détenus membres de la Fraction armée rouge.
Au mois de janvier 2008, un prisonnier a été agressé sexuellement et grièvement blessé par ses deux co-détenus dans le quartier des Salines. Au mois de janvier 2011, un autre prisonnier s'est plaint d'agressions sexuelles, qui n'ont toutefois pu être établies.

## Évasions notables

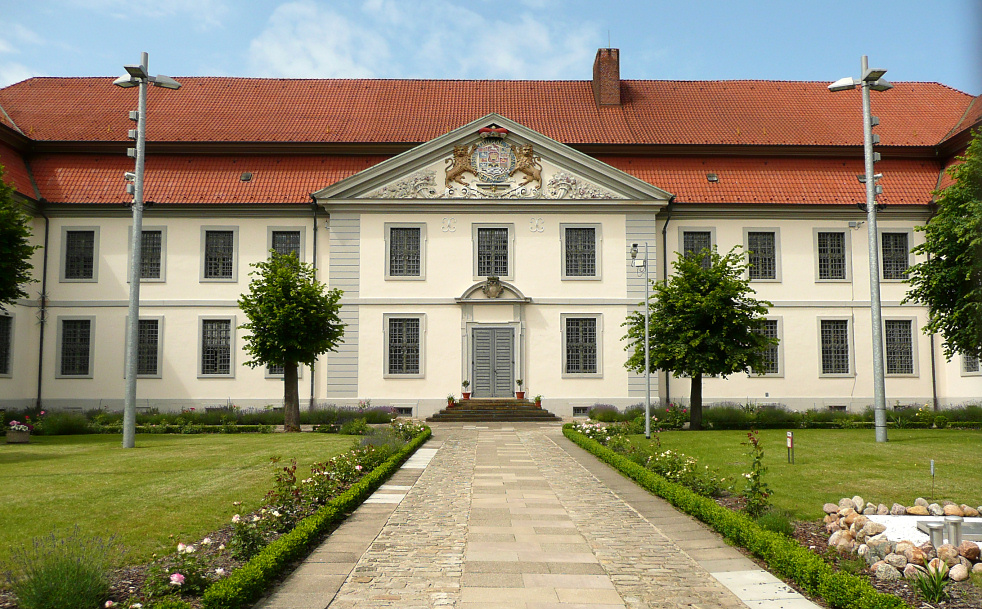
La cour intérieure.
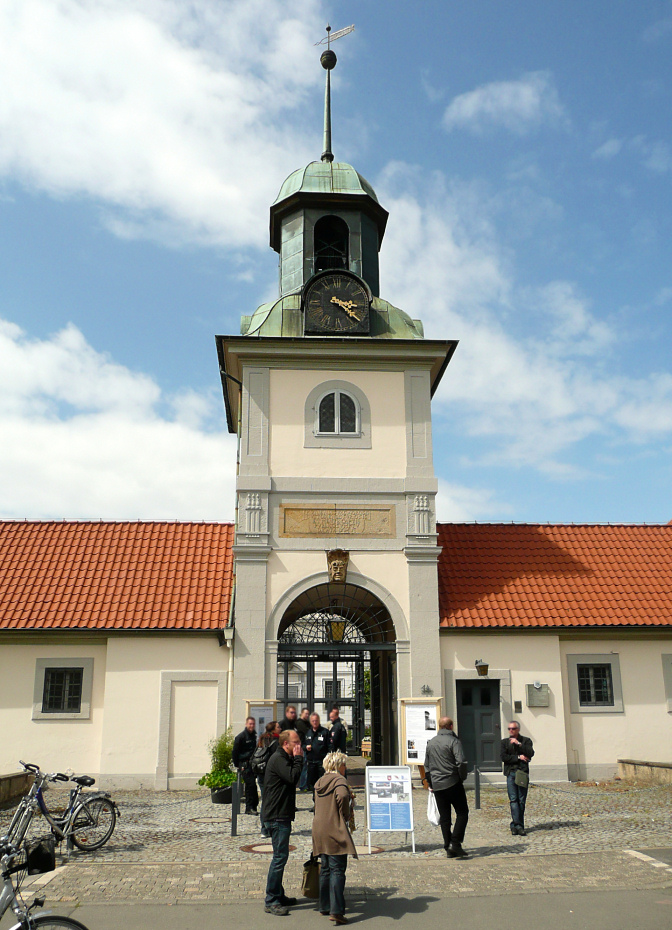
La tour de l’entrée principale.
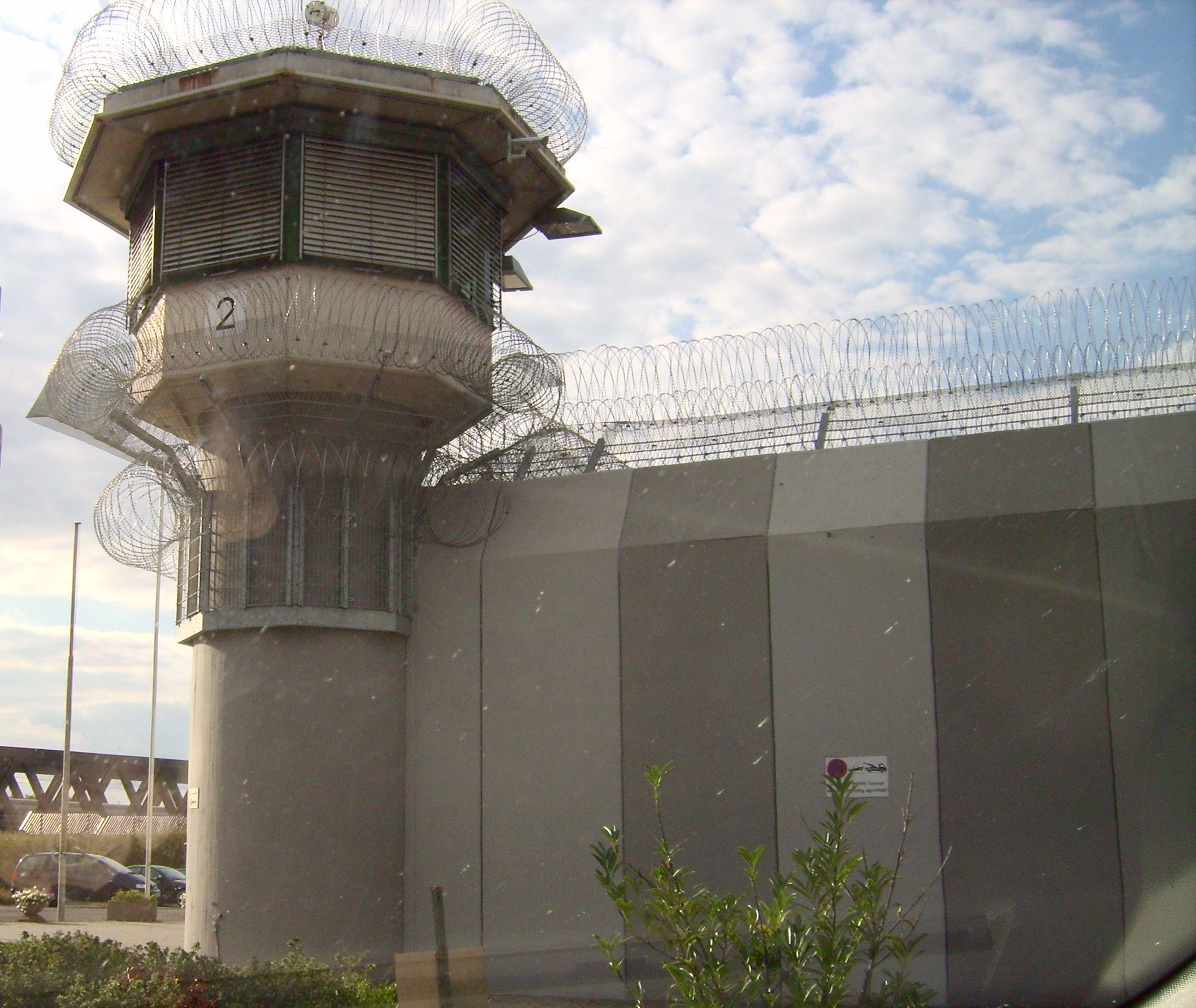
Maison d'arrêt de Celle (mirador).
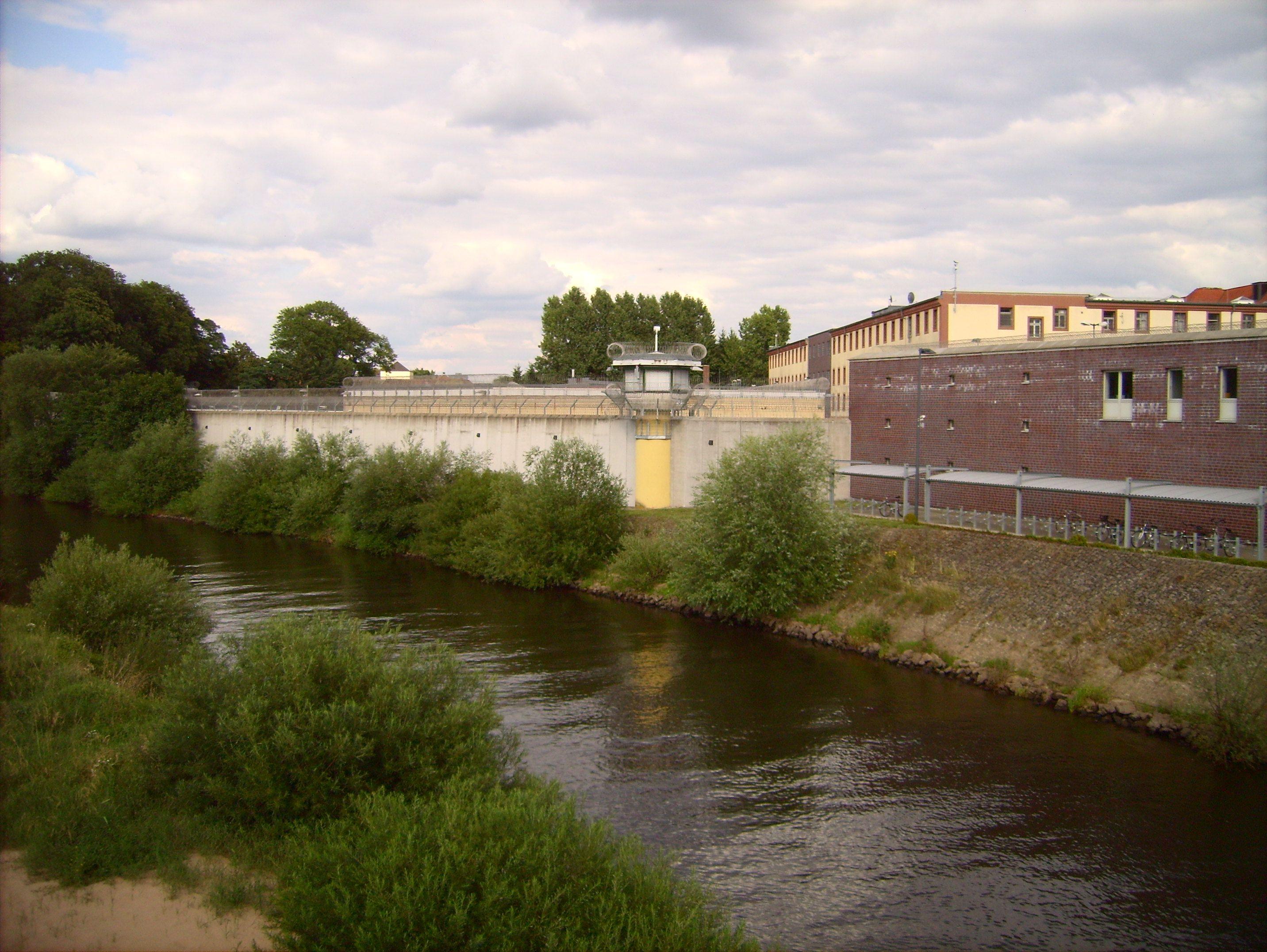
Les murs de la prison vus d'au-delà des fossés.

Le 21 mai 1984, les détenus Peter Strüdinger et Norman Kowollik parvinrent, avec des armes à feu qu'ils avaient remontées pièce par pièce, à prendre en otage un employé de la prison et à s'enfuir avec une BMW et 300 000 marks en liquide. Ils furent repris le lendemain à Brême car leur auto avaient été équipée d'un émetteur électronique.
Le 21 octobre 1991, quatre détenus molestèrent trois gardiens avec des armes qu'ils avaient confectionnées, et les ligotèrent avec des explosifs accrochés au cou. Ils quittèrent la prison au volant d'une voiture, emportant 3 millions de marks en liquide. Le lendemain, la Police se décida à publier l'identité des évadés : il s'agissait de Bruno Reckert, Samir El Atrache, Ivan Jelinic et de Dirk Dettmar, classé comme « extrêmement dangereux. » Ils furent arrêtés au bout de deux jours, après plusieurs vols de voiture et prises d'otages ; El Atrache et Reckert se rendirent d'eux-mêmes à Karlsruhe, Jelinic et Dettmar furent interpelés au terme d'une fusillade à Ettlingen.
Le 21 mai 1995, Peter Strüdinger s’évada de nouveau. Avec son co-détenu Günther Finneisen il prit en otage un gardien et parvint ainsi à se faire ouvrir les portes de la prison. Cette fois il prit la fuite au volant d'une Porsche avec 200 000 marks en liquide. Ce n'est que 51 heures plus tard que la Police remit la main sur les deux évadés à Osnabrück. Finneisen fut placé en isolement carcéral, où il passa plus de 16 ans. Les criminologues et certains hommes politiques ont à l'époque dénoncé cette peine comme inhumaine et comme une forme moderne de torture,.
Le 26 février 1996, profitant d'un entretien, un détenu des Salines incarcéré pour viol et meurtre ligota, bâillonna et viola l'assistante sociale de 48 ans chargée de sa réinsertion. Armé d'un couteau de cuisine et d'une paire de ciseau, il menaça d'égorger cette femme, sur quoi la directrice de la prison, Katharina Bennefeld-Kersten, proposa de se constituer otage en échange. Il maltraita la directrice de la même manière, faute d'obtenir un véhicule et de l'argent liquide. Le forcené ne put être raisonné qu'au terme de quatre heures et demie de pourparlers. Dans sa cellule, les gardiens découvrirent 20 autres couteaux.

## La machination duCeller Loch

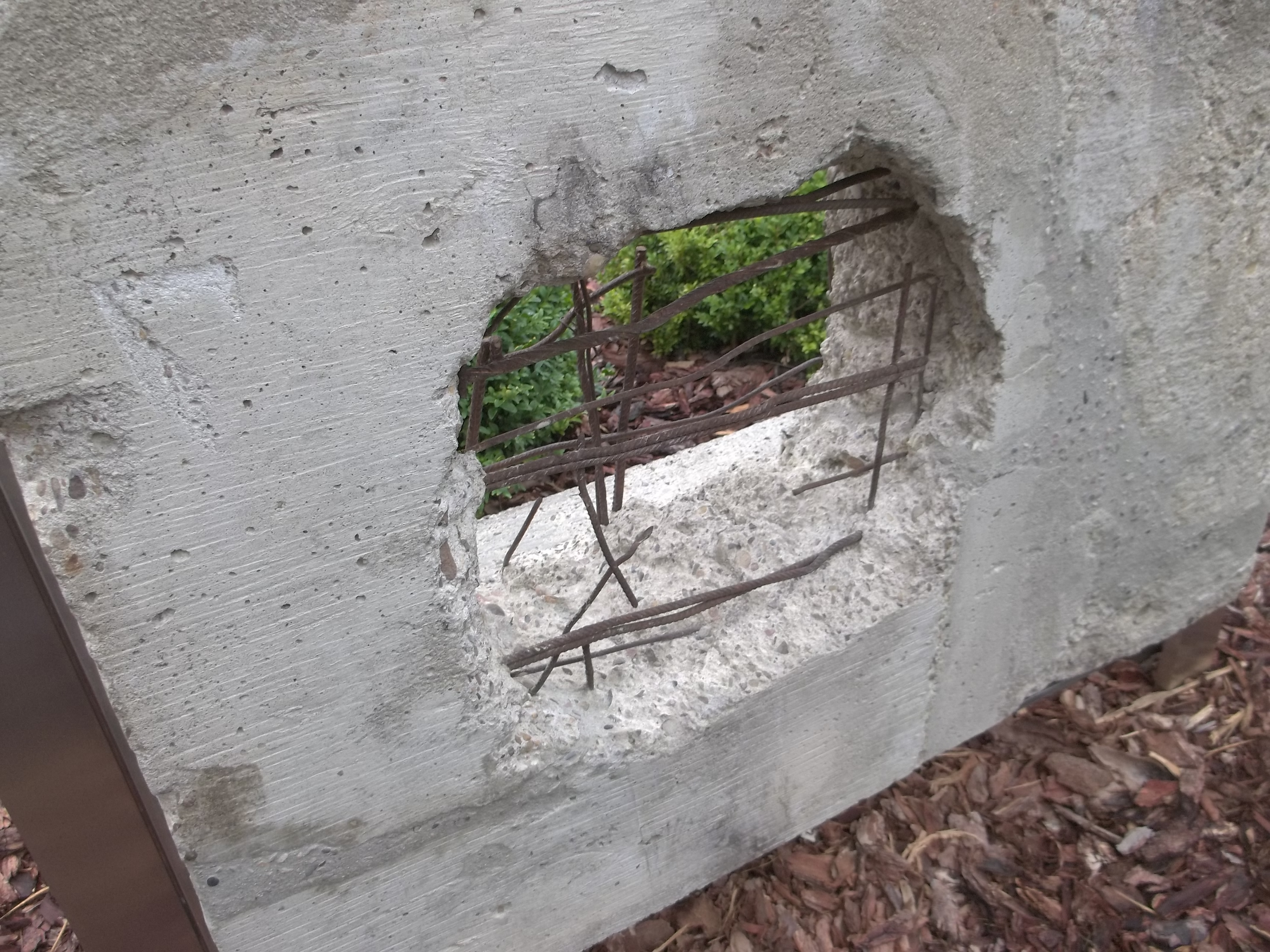
Vestige du parement de mur, taillé à l'explosif par la Police fédérale.

La 25 juillet 1978, la prison de Celle fut le théâtre d'une machination montée par le service antiterroriste de Basse-Saxe et l’unité d'intervention de la police fédérale, devenue célèbre dans la presse comme le « trou de Celle. » Il s'agissait d'introduire un indic du service antiterroriste auprès des membres de la RAF détenus à Celle pour infiltrer l'organisation . Le plan de mettre l'intrusion sur le dos de l’Extrême gauche échoua finalement. Mais en 1989, l'affaire s'ébruita et coûta son poste au ministre de l'Intérieur du Land, Wilfried Hasselmann.

## Prisonniers notables
- Burkhard Driest
- Irma Grese
- Rudi Goguel
- Thomas Rung